# Office national de la sécurité sociale
 (octobre 2020).
Si vous disposez d'ouvrages ou d'articles de référence ou si vous connaissez des sites web de qualité traitant du thème abordé ici, merci de compléter l'article en donnant les références utiles à sa vérifiabilité et en les liant à la section « Notes et références ».
L'Office national de sécurité sociale est l'organisme central, en Belgique, chargé de la perception, de la gestion et de la répartition des cotisations sociales des travailleurs salariés (les cotisations sociales des travailleurs indépendants sont perçues et gérées par l'INASTI).

## Missions de l'ONSS

### Perception des cotisations
L'ONSS perçoit les cotisations sociales payées par l'employeur. Il s'agit des cotisations patronales (propres à l'employeur) et des cotisations personnelles (retenues sur le salaire des travailleurs).
Plus concrètement, chaque employeur doit déclarer son personnel via une déclaration Dimona (Déclaration immédiate / Onmiddellijke aangifte) et une déclaration Dmfa (Déclaration multifonctionnelle / multifunctionele Aangifte). Sur celles-ci, ils doivent mentionner diverses informations, notamment les dates de début et de fin d'occupation du travailleur dans leur entreprise. Ils peuvent également introduire des demandes de réductions de cotisations, etc. À l'ONSS, les agents sont chargés de vérifier ces informations et accepter ou non les diverses demandes de réductions. Tout ceci aboutit au calcul des cotisations que doit payer l'employeur pour le trimestre concerné (les déclarations sont rentrées trimestriellement par les employeurs).

### Gestion et répartition des cotisations
Ces cotisations, une fois récoltées, vont dans un pot commun pour la Gestion globale (ensemble d'institutions publiques). La répartition de ce pot commun se fait en fonction des besoins de chaque institution.
La Gestion Globale comporte les institutions suivantes :
- INAMI (Institut national d'assurance maladie invalidité) ;
- SFP (Service fédéral des pensions), ex-ONP ;
- ONEM (Office national de l'emploi) ;
- FAT (Fonds des accidents du travail) ;
- FMP (Fonds des maladies professionnelles) ;
- Le Pool des marins de la Marine marchande ;
- CSPM (Caisse de secours et de prévoyance en faveur des marins).

Plusieurs organismes ne font pas partie de la Gestion globale :
- l'ONVA (Office national des vacances annuelles) est un cas particulier. C'est l'organisme qui paie les pécules de vacances, qui sont une rémunération calculée en fonction des rémunérations de l'année précédente ;
- le Fonds de sécurité d'existence ;
- le Fonds de fermeture des entreprises ;
- le Fonds congé-éducation payé ;
- FAMIFED (Agence fédérale pour les allocations familiales) qui s'appelait avant l'ONAFTS (Office national des allocations familiales pour travailleurs salariés). Auparavant faisant partie de la Gestion globale, la compétence des prestations familiales a été transférée aux régions depuis la loi du 24 avril 2014 (article 49)[1], entrée en vigueur le 1er janvier 2015, lors de la cinquième réforme de l'État belge.

Le calcul se fait sur base de taux de cotisation.

### Autres missions de l'ONSS
- Collectes et transmission d'informations concernant le droit des assurés sociaux.
- Collecte des dates de début et fin de relation de travail grâce à la base de données Dimona.
- Publication de statistiques.